# Никитин, Юрий Иванович
Ю́рий Ива́нович Ники́тин (род. 1 ноября 1955, ст. Спокойная Синюха, Краснодарский край, РСФСР) — российский государственный и политический деятель, бывший глава муниципального образования Кавказский район.

## Биография
Родился 1 ноября 1955 года в станице Спокойненская Синюха Отрадненского района Краснодарского края. 
С 1963 по 1973 год обучался в Спокойненской средней школе № 28 Отрадненского района Краснодарского края. После окончания школы в ноябре 1973 года поступил на работу в колхоз им. Н. К. Крупской слесарем-монтажником, где проработал до мая 1974 года. 
С мая 1974 года по май 1975 года проходил службу в рядах Вооружённых сил СССР. С июля 1975 года по август 1980 года обучался в Новочеркасском инженерно-мелиоративном институте Ростовской области. После окончания института с февраля 1981 года по март 1983 года работал в ПМК-26 треста «Краснодаргидрострой» в должности экономиста, затем начальника планово-экономического отдела.
С марта 1983 года по март 1992 года работал председателем плановой комиссии, заместителем, первым заместителем председателя Кавказского райисполкома. С марта 1992 года по февраль 1995 года работал заместителем директора заготовительной базы АООТ «Армавирпромбургаз». С марта 1995 года по август 1996 года работал заместителем главы администрации Кавказского района. С августа 1996 года по май 1997 года — директором дирекции по строительству пансионата в бухте «Инал». С мая 1997 года по август 1998 года работал в контрольно-аналитическом управлении администрации Краснодарского края в должности инструктора зонально-инспекторского отдела. 
С августа 1998 года по февраль 2001 года работал в должности заместителя главы администрации Кавказского района. С февраля 2001 года работал в должности председателя комитета по виноградарству и алкогольной промышленности Краснодарского края. С 5 октября 2004 года по 16 декабря 2004 года — первый заместитель главы администрации муниципального образования Кавказский район. 
6 декабря 2004 года избран главой муниципального образования Кавказского района, набрав 66,42 % голосов. 
Женат. Имеет двоих детей.